# Токарев, Борис Александрович
Бори́с Алекса́ндрович То́карев-Хруно́в (23 февраля 1959, Москва) — советский и российский киноактёр. Актёр и режиссёр дубляжа.

## Биография
Родился 23 февраля 1959 года. Начал сниматься в кино в школьном возрасте.
Дебютировал в главной роли Мити Лопухина в фильме Сергея Соловьёва «Сто дней после детства» (1975). После фильма фотографии Бориса в этой роли появились в журналах «Советский экран» и «Искусство кино», а также в монографиях.
Сам фильм и образ «мятущегося, не знающего, что делать с внезапно обрушившимся на него чувством» главного героя в исполнении Б. Токарева был достаточно подробно рассмотрен кинокритиками.
Известный кинокритик Ростислав Юренев отметил, что весь квартет основных юных исполнителей в фильме «Сто дней после детства» «играл точно и тонко». В журнале «Звезда» была приведена следующая оценка: «История любви Мити Лопухина (Борис Токарев) к Лене Ерголиной (Татьяна Друбич) раскрыла зрителям светлый, чистый мир души подростка, утверждала духовность молодого человека».
Уже став «искушённым если не славой, то известностью», в 1979 году окончил ВГИК (актёрско-режиссёрский курс Льва Кулиджанова и Татьяны Лиозновой).
С января 1982 года по декабрь 1988 год принимал участие в спектаклях Театра-студии киноактёра. В период до 1992 года снялся более чем в двадцати фильмах. Наиболее заметными стали актёрские работы в драме «Дни хирурга Мишкина» (роль Саши Мишкина), а также в фильмах «Частное лицо», «Отставной козы барабанщик», «Случай в квадрате 36-80», «Трое на шоссе», «Внимание! Всем постам…», «Очная ставка», «Эсперанса».
По воспоминаниям бывшей жены актрисы Татьяны Назаровой (дочери Юрия Назарова) в журнале «Караван историй» (2016, № 2), до их брака (1989—1991 гг.) Токарев «побывал в пяти официальных браках и примерно в таком же количестве гражданских». С начала 1990-x годов актёра, ранее очень востребованного, перестали приглашать на новые роли, и он стал много пить.
В 2006 году вернулся в кино, стал сниматься в сериалах, озвучивать компьютерные игры.

## Фильмография
- 1975 — Сто дней после детства — Митя Лопухин («Лопух»)
- 1976 — Встречи на Медео
- 1976 — Вы мне писали… — Слава, жених Нины
- 1976 — Дни хирурга Мишкина — Саша Мишкин, юноша
- 1978 — За всё в ответе — Никита
- 1978 — Старомодная комедия — Петя, сын Лидии Васильевны
- 1978 — Кузнечик — Гарик
- 1979 — Тут, недалеко (короткометражный) — таксист Пашка
- 1979 — Прилетал марсианин в осеннюю ночь — Женя, курсант
- 1979 — По данным уголовного розыска… — Сергей
- 1980 — Частное лицо — Игорь Николаенко
- 1980 — Мелодия на два голоса — однокурсник Алёны
- 1981 — Отставной козы барабанщик — Васильев
- 1982 — Случай в квадрате 36-80 — Владимир Юрьевич, второй штурман
- 1982 — Свидание с молодостью — ухажёр Вари
- 1982 — Преодоление — комиссар Андрей Витальевич Захарчук
- 1983 — Трое на шоссе — Анатолий, сын Карцева
- 1983 — Петля (1 сер.) — Сергей
- 1984 — Счастливая, Женька! — врач скорой помощи
- 1984 — Лучшие годы — Юра Ратников, выпускник кораблестроительного института
- 1985 — Внимание! Всем постам... — Сергей Леонидович Воронов
- 1986 — Очная ставка — Виталик
- 1987 — Лето на память — лейтенант
- 1988 — Эсперанса (СССР, Мексика) — Мишель
- 1989 — Бархан — Шамиль, беглый преступник
- 1990 — По прозвищу «Зверь» — таксист
- 1991 — Вербовщик — Родин, милиционер
- 1992 — Исполнитель приговора — Пётр Карпычев
- 2006 — Аэропорт-2 (серия «Соломоново решение») — Марчело, усыновитель
- 2006 — Кодекс чести-3: «Отпуск в прошлое» — Коровин
- 2006 — Молчаливое согласие
- 2006 — Сыщики-5 — Олег Тихонович Нефёдов, адвокат
- 2007 — Закон и порядок: Преступный умысел (1 сезон): «Под прикрытием» — Игорь Алексеевич Толбухин
- 2008 — Криминальное видео — Андрей Пименов, начальник охраны Суржикова
- 2008 — Осенний детектив: «Расплата» — бомж Петрович
- 2009 — Закон и порядок: Отдел оперативных расследований (третий сезон): «Семейные узы» — Николай Петрович Новиков
- 2009 — Иван Грозный — Челяднин
- 2010 — Кодекс чести-4: «Крупная рыба» — Карим
- 2010 — Ярослав. Тысячу лет назад — Мелей
- 2011 — Земский доктор. Продолжение — родственник Кирилла, инженер
- 2011 — Поединки: Две жизни полковника Рыбкиной — майор Прокофьев
- 2011 — Раскол — воевода Толбухин
- 2012 — Болеро (короткометражный) — Борис
- 2012 — Синдром дракона — полковник КГБ в Кировограде в 1991 году
- 2014 — Временщик: «Танк Пороховщикова» — генерал фон Лангер
- 2014 — След: «Третий должен умереть» — Калинин, бывший сотрудник МВД
- 2015 — Пасечник-2: «Новогодний чёс» — Антон Сидорович Богомолов («Папа»), главарь банды
- 2016 — Семейные обстоятельства — Аркадий Леонидов, баянист
- 2016 — София — Аристотель Фьораванти, итальянский архитектор
- 2017 — Расплата — цыганский барон Мирча
- 2020 — Склифосовский-8 — Васильев
- 2022 — Янычар — Осман

## Дубляж

### Фильмы
- 2011 — Гарри Поттер и Дары Смерти. Часть 2 — Сириус Блэк (Гэри Олдмен)
- 2010 — Козырные тузы 2: Бал смерти[15] — Финбер МакТиг (Винни Джонс)
- 2009 — Супруги Морган в бегах[15]
- 2009 — Артур и месть Урдалака[15] — Да Винчи
- 2009 — Сумерки. Сага. Новолуние[15] — Билли Блэк (Гил Бирмингем)
- 2009 — История одного вампира[15]
- 2009 — Воины света[15]
- 2009 — Голая правда[15] — Боб (Джон Сломан)
- 2009 — Бросок кобры[15]
- 2009 — Приколисты (режиссерская версия)[15] — папа Джорджа (Джордж Коу)
- 2009 — Начало времён[15]
- 2009 — Бесславные ублюдки[15] — Адольф Гитлер (Мартин Вуттке)
- 2009 — Пятое измерение[15]
- 2008 — Битва у Красной скалы[15] — Хуан Гай (Чжан Шань)
- 2007 — Последний легион[15] — Хротгар (соратник Одоакра) (Джеймс Космо)
- 2007 — Гарри Поттер и Орден Феникса — Сириус Блэк (Гэри Олдмен)
- 2005 — Гарри Поттер и Кубок огня — Сириус Блэк (Гэри Олдмен)
- 2004 — Гарри Поттер и узник Азкабана — Сириус Блэк (Гэри Олдмен)

### Сериалы
- 2008—2010 — Легенда об Искателе[15]
- 2021 — Игра в кальмара (О Иль Нам)[источник не указан 36 дней]

## Режиссёр дубляжа
- Camp Rock: Музыкальные каникулы (2008)[15]
- Дайте Санни шанс (2009—2011)[15]
- Программа защиты принцесс (2009)[15]

## Озвучивание

### Мультфильмы и мультсериалы
- 1998 — Волшебная свирель
- 1999 — Незнайка на Луне — Скрягинс (8 и 11 серия), один из беспризорников и один из посетителей весёлого балаганчика (9 серия), специальный корреспондент канала «Лун-ТВ» (12 серия)
- 2016 — Крякнутые каникулы — Толстяк Кианга, Продавец пряников
- 2021 — От винта 2 — Грейдер

### Переозвучка мультфильмов киностудии «Союзмультфильм» (2001 год)
- 1954 — Царевна-лягушка — Иван-Царевич
- 1954 — Мойдодыр — Медвежонок
- 1954 — В лесной чаще — медвежата
- 1954 — Золотая антилопа — слон
- 1954 — Стрела улетает в сказку — медвежонок Топтыгин
- 1954 — Соломенный бычок — дед
- 1954 — Оранжевое горлышко — жаворонок
- 1953 — Сестрица Алёнушка и братец Иванушка — добрый молодец
- 1953 — Крашеный лис — Лис
- 1952 — Сердце храбреца — ёж
- 1951 — Таёжная сказка — росомаха-муж
- 1951 — Высокая горка — воробей
- 1950 — Чудо-мельница — ёжик
- 1950 — Когда зажигаются ёлки — медвежонок
- 1950 — Жёлтый аист
- 1950 — Дедушка и внучек — медвежонок
- 1949 — Кукушка и скворец — воробей
- 1949 — Лев и заяц — Страус
- 1949 — Чужой голос — ворон

### Компьютерные игры
- 2002 — Grand Theft Auto: Vice City — Эйвери Кэррингтон[16]
- 2019 — Metro Exodus — Барон[17]

## Режиссёр
- 2017 — Женщина в танце (документальный)
- 2012 — Болеро (короткометражный)
- 1991 — Охота жить (короткометражный)